# 가문의 영광 (시트콤)
《가문의 영광》은 LA 특파원 출신 연출가 최영근 감독이 미국을 철저히 분석한 후 권익준 감독과 같이 공동으로 내놓은 야심작으로, MBC에서 2000년 2월 14일부터 2000년 5월 12일까지 방송된 3대 청춘 시트콤이다.

## 트리비아
해당 작품은 초기 방영 초에 잠시나마 반짝 이슈가 되었다. 그러나 청춘 시트콤의 한계로써 애국가 시청률이라는 불명예로 3개월 만에 종영되었고 최영근은 이 작품을 마지막으로 방송계에서 떠났다. 후속작으로 논스톱이 방영되었다. 아울러, 출연진에 속했던 신애라는 해당 프로그램의 조기종영 후 한동안 MC 활동에 주력해 오다가 2005년 SBS 불량 주부로 안방극장 복귀를 했으나 정극으로 치자면 2000년 MBC 남의 속도 모르고 이후 5년 만이었다.

## 등장 인물
- 신애라
- 박소현
- 김영미
- 고수
- 고두옥
- 변우민
- 박남현
- 윤상
- 김흥수
- 고영욱
- 공효진
- 권이지
- 고주희
- 김태연
- 김지연
- 김정은
- 정경숙
- 박은영
- 안선희
- 이원재
- 고정민
- 이서진
- 홍석천 : 문화공예미술학원 초대 원장 홍석천 역 ... (중도하차)
- 박솔미
- 정준하
- 김시원
- 배일집
- 신신애
- 유태웅 : 문화공예미술학원 제2대 원장 유태웅 역
- 변소정
- 오욱철
- 장연식
- 김정현
- 정혜승
- 강미
- 구보석
- 서영애
- 김양욱
- 송기윤
- 송경철
- 채유미
- 임경옥
- 한희
- 맹상훈
- 이숙
- 김주영
- 김영배
- 홍시호 : 홍시호 역 - 서울 문화공예미술학원 초대 원장 홍석천의 막내 숙부 ... (중도하차)
- 이재황
- 이주현
- 최준용
- 윤기원
- 이재포
- 손민우
- 문회원
- 허진
- 김기현
- 최병학
- 김창숙
- 손종범
- 이효정
- 구민지
- 박주희
- 박탐희
- 강인덕
- 김동수
- 천호진
- 김수일
- 김복희
- 김현직
- 김소원
- 김덕현
- 김시원
- 조양자
- 홍은희
- 김미라
- 김희정
- 김승수
- 윤손하
- 이진우
- 조명식
- 심양홍
- 이춘교
- 박상규 : 박상규(박소현의 막내 숙부) 역
- 이숙 : 이숙(박소현의 막내 숙모) 역
- 남영진
- 한영숙

### 특별출연
- 김세환
- 임성훈

## 참고 사항
- 이 드라마의 주조연 및 단역을 포함한 역대 총 출연진 중 최고령 출연자는 극중 신애라의 막내 작은외할아버지 김수일 역으로 단역 출연한 남성 원로 연극배우 겸 성우 김수일(1933년생) 선생이며, 차고령 출연자는 극중 신애라의 막내 작은외할머니 역으로 단역 출연한 여성 원로 영화배우 겸 연기자 김복희(1935년생) 여사이다.

- 출연진 중의 한 명인 고영욱은 해당 프로그램의 조기종영 후 같은 방송사 하이킥! 짧은 다리의 역습으로 시트콤 재출연을 했는데[3] 이 프로그램 출연진 중 한 명이었던 백진희는 <가문의 영광> 출연진에 속한 박솔미와 고등학교(명덕여고) 동문이다.